# H. P. Lovecraft: A Life
H. P. Lovecraft: A Life est une biographie de l'écrivain H. P. Lovecraft écrite par S. T. Joshi et publiée en 1996 par Necronomicon Press (en). C'est actuellement la biographie de Lovecraft qui fait référence.
Le livre supplante largement les précédents ouvrages similaires, tel que Lovecraft: A Biography (1975) de Lyon Sprague de Camp. Selon son site web, Joshi considère ce livre comme sa réalisation la plus remarquable à ce jour, suivi de son The Weird Tale.

## Accueil
Lors de sa première publication en 1996, H. P. Lovecraft: A Life est considérée comme une biographie à la « recherche méticuleuse », tenant compte de tous les faits actuellement connus sur la vie et le travail de Lovecraft. Il est accueilli avec des éloges critiques de l'auteur Ramsey Campbell et du critique littéraire Harold Bloom, et fait l'objet d'une longue critique élogieuse de Joyce Carol Oates dans New York Review of Books qui la considère comme la « biographie définitive ».

## Éditions
L'édition originale en un volume est rééditée en 2004, avec une nouvelle postface de Joshi. Une nouvelle édition révisée et non coupée intitulée  I Am Providence: The Life and Times of H.P. Lovecraft est publiée en 2 volumes en 2010 par Hippocampus Press (en). Elle restaure 150 000 mots coupés pour des raisons d'espace de l'édition originale, et est également complètement révisé et mis à jour en ce qui concerne les nouvelles informations sur Lovecraft révélées depuis 1996.

## Récompense
H.P. Lovecraft: A Life reçoit le prix Bram-Stoker 1996 du meilleur livre non-fictif.